# Ra'Jah O'Hara
Benni Miller (nascida Bennie Roy Miller; 31 de dezembro de 1984), mais conhecida pelo nome artístico Ra'Jah O'Hara, é uma drag queen americana mais conhecida por vencer a primeira temporada do Canada's Drag Race: Canada vs. the World. Ela competiu anteriormente na décima primeira temporada de RuPaul's Drag Race (2019) e na sexta temporada de RuPaul's Drag Race All Stars (2021).

## Carreira

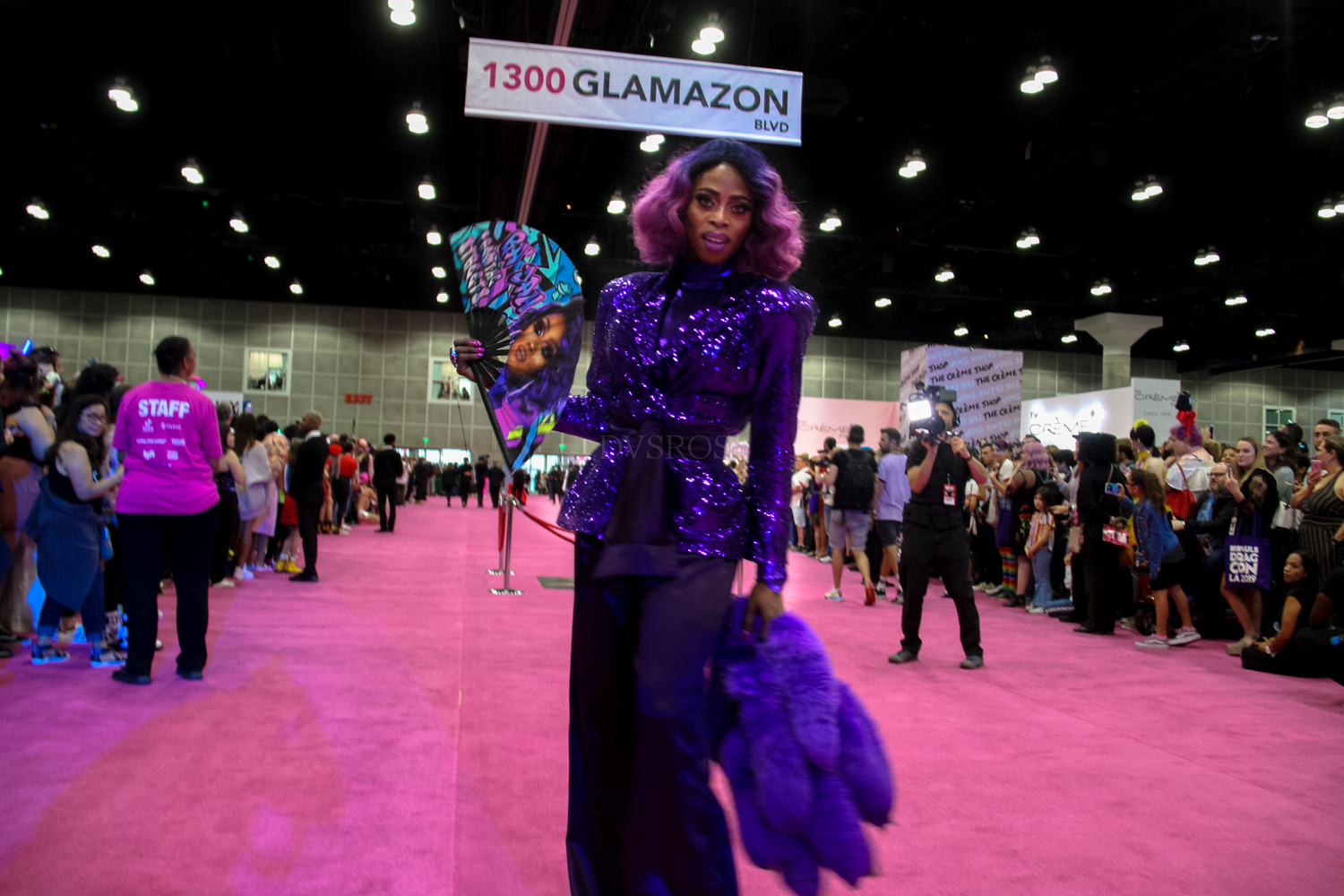
Ra'Jah O'Hara na RuPaul's DragCon LA, em 2019

Ra'Jah O'Hara foi anunciada como uma das quinze concorrentes na décima primeira temporada de RuPaul's Drag Race (janeiro de 2019). No terceiro episódio, ela se envolveu na primeira dublagem de seis vias do programa com Honey Davenport, A'keria C. Davenport, Plastique Tiara, Scarlet Envy e Shuga Cain, da qual ela sobreviveu. Mais tarde, ela dublou novamente contra Mercedes Iman Diamond e Scarlet Envy, mandando ambas para casa, respectivamente, bom as músicas "Living in America", de James Brown, e "Last Dance", de Donna Summer. No episódio seguinte, ela dublou contra A'keria C. Davenport com a música "Strut", de Sheena Easton, quando foi mandada para casa. Ra'Jah O'Hara competiu em concursos antes do Drag Race. Ela foi originalmente anunciada como Ra'jah O'Hara Narcisse. Suas mães drag são as detentoras dos títulos do concurso Sha'Niah Ellis Narcisse, Silkie O'Hara Munro e Kelexis Davenport.
Em junho de 2021, Ra'Jah O'Hara foi anunciada como uma das treze concorrentes da 6a temporada de RuPaul's Drag Race All Stars. No segundo episódio da série, ela foi vencedora do desafio principal. Ela dublou "Miss You Much", de Janet Jackson, contra a vice-campeã da 11ª temporada e co-apresentadora do Canada's Drag Race, Brooke Lynn Hytes. Ambas foram declaradas vencedoras. Ra'Jah O'Hara mandou para casa a concorrente Jiggly Caliente, e ganhou US$ 20.000. Ela também venceu o desafio principal no 9° episódio, mas perdeu a dublagem da música "Boom Clap", de Charli XCX, contra Kameron Michaels. Ela foi vice-campeã da temporada com duas vitórias e duas derrotas no sexto e no décimo primeiro episódios.
Em outubro de 2022, Ra'Jah O'Hara foi anunciada para a temporada de estreia da série sediada no Canadá, Canada's Drag Race: Canada vs. the World. No segundo episódio, ocorreu o Snatch Game e ela ficou em segundo lugar, e perdeu a dublagem de "Sk8er Boy", de Avril Lavigne, contra Icesis Couture. Em 23 de dezembro de 2022, Ra'Jah O'Hara foi declarada a vencedora da temporada, derrotando a concorrente da 11ª temporada Silky Nutmeg Ganache em uma dublagem de "River Deep – Mountain High", de Celine Dion. Ela ganhou US$ 100.000 e foi coroada a primeira "Rainha do Mundo do Mother-Pucking".

## Educação
Benni Miller frequentou a Booker T. Washington High School para Artes Cênicas e Visuais.

## Vida pessoal
Benni Miller nasceu em Telesia Ann Miller e mora em Dallas, no Texas. Ela é membro da Casa de Davenport, com as ex-participantes do Drag Race Kennedy Davenport, Sahara Davenport, Monet X Change, Honey Davenport e A'keria C. Davenport.

## Filmografia

### Televisão
| Ano  | Título                                     | Papel                             | Notas                                                | Ref    |
| ---- | ------------------------------------------ | --------------------------------- | ---------------------------------------------------- | ------ |
| 2019 | RuPaul's Drag Race                         | Concorrente                       | Temporada 11, 9 episódios (9º lugar)                 | [ 4 ]  |
| 2019 | RuPaul's Drag Race: Sem calcinha           | Ela mesma                         | Temporada 10, 7 episódios                            | [ 4 ]  |
| 2021 | Verão Cruel                                | Minna Plenty                      | Temporada 1, 1 episódio                              | [ 12 ] |
| 2021 | RuPaul's Drag Race All Stars               | Concorrente                       | Temporada 6, 12 episódios (vice-campeão)             | [ 13 ] |
| 2021 | RuPaul's Drag Race All Stars: Sem calcinha | Ela mesma                         | Temporada 3, 12 episódios                            | [ 13 ] |
| 2022 | Canada's Drag Race: Canadá contra o mundo  | Concorrente                       | Temporada 1, 6 episódios (Vencedor)                  | [ 1 ]  |
| 2023 | RuPaul's Drag Race All Stars               | Assassina de sincronização labial | Temporada 8 ; Episódio: "O Baile do Supermercado"    | [ 14 ] |
| 2023 | RuPaul's Drag Race All Stars: Sem calcinha | Ela mesma                         | Episódio: "Untucked - A Bola do Supermercado"        | [ 14 ] |
| 2023 | Drag Race do Canadá                        | Ela mesma                         | Jurado convidado ( Temporada 4 ); Episódio: "QV-She" | [ 15 ] |

### Teatro
| Ano  | Título     | Papel     | Teatro |        |
| ---- | ---------- | --------- | ------ | ------ |
| 2021 | Death Drop | A definir | Vários | [ 16 ] |

### Websérie
| Ano     | Título                 | Papel     | Notas                                                    | Ref    |
| ------- | ---------------------- | --------- | -------------------------------------------------------- | ------ |
| 2019    | Queen to Queen         | Ela mesma | Com Honey Davenport e Mercedes Iman Diamond              | [ 17 ] |
| 2019    | Whatcha Packin’        | Ela mesma | Convidado                                                | [ 18 ] |
| 2019    | Countdown to the Crown | Ela mesma | Temporada 11                                             | [ 19 ] |
| 2019    | Castmates for Cash     | Ela mesma | Com Ganache de Noz-moscada Sedosa                        | [ 20 ] |
| 2021    | BINGE                  | Ela mesma | Podcast; convidado                                       | [ 21 ] |
| 2021    | Whatcha Packin’        | Ela mesma | Convidado                                                | [ 22 ] |
| 2021    | Ruvealing the Look     | Ela mesma | Convidado                                                | [ 23 ] |
| 2022    | Meet The Queens        | Ela mesma | Especial independente Drag Race do Canadá contra o mundo | [ 24 ] |
| 2022    | EW News Flash          | Ela mesma | Com Ganache de Noz-moscada Sedosa                        | [ 25 ] |
| 2023-24 | Bring Back My Girls    | Ela mesma | Convidado; temporada 2 (2 episódios)                     | [ 26 ] |

### Vídeos musicais
| Ano  | Título             | Artista            |        |
| ---- | ------------------ | ------------------ | ------ |
| 2021 | "Wig Remix"        | Serena ChaCha      | [ 27 ] |
| 2021 | "Do It Like Dolly" | Kylie Sonique Love | [ 28 ] |
| 2023 | "True Colors"      | Kylie Sonique Love | [ 29 ] |

## Discografia

### Como artista em destaque
| Título | Ano  | Álbum              |
| --- | ---- | ------------------ |
| "Rainha do Show Up" (com o elenco de RuPaul's Drag Race All Stars, 6ª temporada)                                  | 2021 | Single (sem álbum) |
| "Este é o nosso país" (RuPaul e Tanya Tucker apresentando o elenco de RuPaul's Drag Race All Stars, 6ª temporada) | 2021 | Single (sem álbum) |
| "Bonjour, Olá" (versão SRV) (O elenco de Canada's Drag Race: Canadá contra o Mundo )                              | 2022 | Single (sem álbum) |